# Sicyopus chloe
Sicyopus chloe är en fiskart som beskrevs av Watson, Keith och Marquet 2001. Sicyopus chloe ingår i släktet Sicyopus och familjen smörbultsfiskar. Inga underarter finns listade i Catalogue of Life.